# HC Dukla Jihlava
HC Dukla Jihlava är en ishockeyklubb i Jihlava i Tjeckien, bildad 1956. Man har vunnit Tjeckoslovakiska Extraliga 12 gånger: sex stycken i rad från 1967 till 1974, fyra i rad från 1982 till 1991. Från och med 2006 spelar HC Jihlava i 1. liga efter blivit nedflyttad från Tjeckiska Extraliga år 2004-05. 
Några av klubbens framstående spelare är Jaroslav Holík, Bobby Holik, Jiří Holík, Jan Klapáč, Jan Suchý, Ladislav Šmíd senior, Miloš Podhorský, Jan Hrbatý, Josef Augusta, Milan Chalupa, Jaroslav Benák, Petr Vlk, Libor Dolana, Igor Liba, Oldřich Válek, Dominik Hašek, Jiří Crha och Bedřich Ščerban.

## Framgångar
- Tjeckoslovakiska Extraliga
  - 1:a plats (1967, 1968, 1969, 1970, 1971, 1972, 1974, 1982, 1983, 1984, 1985 a 1991)
  - 2:a plats (1966, 1973, 1977, 1979, 1980, 1986, 1987)
  - 3:e plats (1962, 1964, 1975, 1976, 1988)
- Europeiska klubbmästerskapet i ishockey
  - 2:a plats (1968, 1971, 1973, 1975, 1983, 1984)
- Spengler Cup
  - 1:a plats (1965, 1966, 1968, 1978, 1982)
  - 2:a plats (1970, 1971, 1983, 1984)